# Ramon Marinel·lo i Capdevila
Ramon Marinel·lo i Capdevila (Terrassa, 1911 – Barcelona, 2002) fou un dissenyador i escultor català. Va ser una de les figures històriques del surrealisme a Espanya i va destacar per les seves activitats dins el grup ADLAN. Després de la Guerra Civil Espanyola centra la seva activitat en l'interiorisme i el disseny de mobiliari.
Va ser un dels impulsors de la creació de l'ADI/FAD i va ser vocal (1960-1967) de la primera junta directiva sota la presidència d'Antoni de Moragas. Molt vinculat al FAD, va ser vocal (1961-62), tresorer (1962-63), vicesecretari (1963-66) i vicepresident (1966-68) sota la presidència d'Alfons Serrahima i va rebre la medalla d'aquesta institució el 1968.
Els seus productes han rebut diversos premis Delta ADI-FAD. Entre els seus dissenys cal destacar la cadira (1962), dissenyada en col·laboració amb Ignacio de Rivera. El 1955, juntament amb el seu germà Antoni, crea l'empresa ARM dedicada a la venda i fabricació de mobiliari modern tant de creació pròpia com de productes estrangers sota llicència.